# 213 Dywizja Strzelecka (ZSRR)
213 Dywizja Strzelecka (ros. 213-я стрелковая дивизия) – związek taktyczny (dywizja) Armii Czerwonej z okresu II wojny światowej.
W 1945 roku razem z 111 Dywizją Strzelecką i 116 Dywizją Strzelecką wchodziła w skład 48 Korpusu Strzeleckiego. W czasie walk na ziemiach polskich 213 DS dowodził gen. mjr Iwan Busłajew. Dywizja uczestniczyła w ofensywie Armii Czerwonej rozpoczętej 12 stycznia 1945 roku, biorąc udział m.in. w przełamaniu niemieckich fortyfikacji Stellung a2.

## Struktura organizacyjna
- 585 Pułk Strzelecki
- 702 Pułk Strzelecki
- 793 Pułk Strzelecki
- 671 Pułk Artylerii[5]